# Alfons V. Portugalský
Alfons V. Portugalský zvaný Africký (el Africano) (15. ledna 1432, Sintra – 29. srpen 1481, tamtéž) byl dvanáctý portugalský král, panující od roku 1438 do své smrti. Pocházel z dynastie Avizů.

## Životopis

### Původ, mládí
Narodil se jako syn portugalského krále Duarta I. a jeho manželky Eleonory Aragonské, dcery Ferdinanda I. Aragonského a Eleonory z Alburquerque. Malémi infantovi se dostalo vynikající výchovy a vzdělání, z čehož zřejmě pramenila jeho pozdější náklonnost k vědám. Na portugalský trůn nastoupil ve věku pouhých šesti let po smrti svého otce, jenž zemřel 13. září roku 1438 na mor. Pro nízký věk nemohl vládnout sám a regentem měla být jeho matka, královna-vdova Eleonora Aragonská, po vzpouře měšťanů však se jím stal Alfonsův strýc, infant Petr z Coimbry, mladší bratr Eduarda I. Ten měl podporu měšťanů, především lisabonských cechů, jež ho chtěly prohlásit králem. Regent záhy ovládl mladého panovníka a stal se nejmocnějším mužem v království. Stavěl se proti další námořní expanzi Portugalců. Po dosažení plnoletosti Alfons Petra odstavil od vlády a rozhodl se využít pomoc dalších dvou bratří svého otce, Jindřicha Mořeplavce, knížete z Viseu, a Alfonse, knížete z Braganzy. Obě knížata reprezentovala názory odlišné od Petrových. Jindřich byl stoupencem výprav do Maroka a námořních výprav do Afriky, Alfons zase chtěl, aby se koruna opět opřela o šlechtu a nestavěla proti ní měšťanstvo. Z toho důvodu se rozhodli odstavit Petra, který byl posléze zabit v bitvě u Alfarrobeira v květnu roku 1449. Od té doby započala samostatná Alfonsova vláda. Realizoval ideje svých strýců a nejenže se angažoval ve válce v Africe, ale také smířil dvůr s řadou šlechtických rodů, které ztratily přízeň za vlády jeho děda Jana I. Dobrého.

### Války v Africe
Když v roce 1453 Turci dobyli Konstantinopol, vyzval papež Mikuláš V. evropské monarchy ke křížové výpravě proti nevěřícím. Časy křížových výprav však již skončily a ochotných bylo málo. Jedním z nemnoha byl i portugalský král, který se zavázal vypravit 12 000 žoldnéřů a bojovat se Saracény. Když se v důsledku papežovy smrti ukázalo, že kruciáta na východ nevyrazí, Alfons se rozhodl shromážděné vojsko a prostředky využít v Africe. Králova výprava byla úspěšná, jeho vojska dobyla roku 1458 Al-Kasr-as-Saghir. Další výprava měla méně štěstí, neboť v roce 1463 nezdolala hradby Tangeru. V roce 1471 byla uspořádána nová výprava, jejímž cílem bylo dobytí Arzily a Tangeru; ten tentokrát skutečně padl. Díky těmto výpravám získal Alfons svůj přídomek Africký a on toho roku 1471 rozšířil svou titulaturu, jež od té doby zněla král Portugalska a Algarve po té i oné straně Afriky. Alfonsovy zásluhy byly již dříve oceněny papežem Mikulášem V., který v roce 1455 vydal bulu Romanus pontifex, v níž přiznával portugalskému králi a infantovi Jindřichovi a jejich potomkům právo dobývání nových území v Africe, války s nevěřícími a monopol na obchod, a těm, kdož by Portugalsku hatili jeho konání, hrozil exkomunikací. Po smrti strýce Jindřicha se Alfons V. nějaký čas osobně zajímal o výpravy portugalských mořeplavců do Afriky. Za jeho vlády dopluli na Kapverdy (1456) a do Guinejského zálivu a zabrali ostrov Bioko (Fernando Pó).

### Konflikt s Kastilií
V závěrečném období vlády Alfonse V. vznikl konflikt s Kastilií, kvůli kterému zanedbával jiné záležitosti včetně geografických objevů. Po smrti Alfonsova zetě, kastilského krále Jindřicha IV. v roce 1474 se Alfons aktivně vložil do boje o trůn sousedícího království. Již dříve se ucházel se o ruku mladší sestry zemřelého krále, princezny Isabely, když však tyto plány padly, oženil se s Jindřichovou dcerou Janou la Beltraneja a opět se ucházel o kastilský trůn. Napadl Kastilii, využiv podpory řady mocných kastilských šlechtických rodů. Prohrál však v roce 1476 bitvu u řeky Toro s hlavní konkurentkou Isabelou Kastilskou, která měla podporu drobné šlechty a nižších vrstev společnosti. Po této bitvě Alfonsovi přívrženci přešli na stranu Isabely a jejího manžela Ferdinanda Aragonského. K normalizaci poměrů v Kastilii došlo v roce 1479, kdy byla podepsána mírová dohoda v Alcáçovas, v níž výměnou za rezignaci na kastilskou korunu získal portugalský král důležité koncese a obchodní privilegia v Africe.

### Konec vlády
Třebaže již roku 1477 Alfons V. předal vládu svému synovi, fakticky vládli oba. Formálně se jeho syn Jan zabýval portugalskou zámořskou expanzí. Poslední léta života Alfons V. zasvětil vědě a kultuře, zabývajíc se literaturou; jako první panovník založil v Portugalsku knihovnu se sídlem v Coimbře. Zemřel podobně jako jeho otec na mor za epidemie v roce 1481 ve svém rodišti - v Sintře.

## Manželství a potomci
Byl dvakráte ženat.
6. května roku 1447, ve věku patnácti let se oženil se svou sestřenicí Isabelou z Coimbry (1432 – 2. prosince 1455), dcerou svého regenta Petra z Coimbry, mladšího bratra svého otce. Z manželství se narodily tři děti, dva synové a dcera, první syn však zemřel krátce po narození:
- Jan (*/† 29. ledna 1451)
- Jana (6. února 1452 – 12. května 1490), od roku 1475 řeholnice, roku 1693 kanonizována papežem Inocencem XII.,
- Jan II. (3. května 1455 – 25. října 1495), portugalský král od roku 1481 až do své smrti, ⚭ 1470 Eleonora z Viseu (2. května 1458 – 17. listopadu 1525)

30. května 1475 se oženil s kastilskou infantkou Janou la Beltraneją (1462–1530), svou neteří (dcerou své mladší sestry Jany Portugalské a jejího manžela, kastilského krále Jindřicha IV.). Manželství, z nějž nevzešli žádní potomci, bylo papežem Sixtem IV. z důvodu blízkého příbuzenství anulováno.
Ze vztahu s Marií Álvares de Carvalho měl ještě nemanželského syna Álvaro Soarese de Carvalho (ok. 1467–1557).

## Vývod z předků
|                         |                                 |  |                        |                      |  |  |  |  |  |  |  | Alfons IV. Portugalský |
|                         |                                 |  |                        |                      |  |  |  |  |  |  |  |                        |
|                         | Petr I. Portugalský             |  |                        |                      |  |  |  |  |  |  |  |                        |
|                         |                                 |  |                        |                      |  |  |  |  |  |  |  |                        |
|                         |                                 |  |                        | Beatrix Kastilská    |  |  |  |  |  |  |  |                        |
|                         |                                 |  |                        |                      |  |  |  |  |  |  |  |                        |
|                         | Jan I. Portugalský              |  |                        |                      |  |  |  |  |  |  |  |                        |
|                         |                                 |  |                        |                      |  |  |  |  |  |  |  |                        |
|                         |                                 |  |                        | Lourenço Martins     |  |  |  |  |  |  |  |                        |
|                         |                                 |  |                        |                      |  |  |  |  |  |  |  |                        |
|                         | Teresa Lourenço                 |  |                        |                      |  |  |  |  |  |  |  |                        |
|                         |                                 |  |                        |                      |  |  |  |  |  |  |  |                        |
|                         |                                 |  |                        | Sancha Martinsová    |  |  |  |  |  |  |  |                        |
|                         |                                 |  |                        |                      |  |  |  |  |  |  |  |                        |
|                         | Eduard I. Portugalský           |  |                        |                      |  |  |  |  |  |  |  |                        |
|                         |                                 |  |                        |                      |  |  |  |  |  |  |  |                        |
|                         |                                 |  |                        | Eduard III. Anglický |  |  |  |  |  |  |  |                        |
|                         |                                 |  |                        |                      |  |  |  |  |  |  |  |                        |
|                         | Jan z Gentu                     |  |                        |                      |  |  |  |  |  |  |  |                        |
|                         |                                 |  |                        |                      |  |  |  |  |  |  |  |                        |
|                         |                                 |  |                        | Filipa z Hainault    |  |  |  |  |  |  |  |                        |
|                         |                                 |  |                        |                      |  |  |  |  |  |  |  |                        |
|                         | Filipa z Lancasteru             |  |                        |                      |  |  |  |  |  |  |  |                        |
|                         |                                 |  |                        |                      |  |  |  |  |  |  |  |                        |
|                         |                                 |  |                        | Jindřich z Grosmontu |  |  |  |  |  |  |  |                        |
|                         |                                 |  |                        |                      |  |  |  |  |  |  |  |                        |
|                         | Blanka z Lancasteru             |  |                        |                      |  |  |  |  |  |  |  |                        |
|                         |                                 |  |                        |                      |  |  |  |  |  |  |  |                        |
|                         |                                 |  |                        | Isabela z Beaumontu  |  |  |  |  |  |  |  |                        |
|                         |                                 |  |                        |                      |  |  |  |  |  |  |  |                        |
| 'Alfons V. Portugalský' |                                 |  |                        |                      |  |  |  |  |  |  |  |                        |
|                         |                                 |  |                        |                      |  |  |  |  |  |  |  |                        |
|                         |                                 |  | Jindřich II. Kastilský |                      |  |  |  |  |  |  |  |                        |
|                         |                                 |  |                        |                      |  |  |  |  |  |  |  |                        |
|                         | Jan I. Kastilský                |  |                        |                      |  |  |  |  |  |  |  |                        |
|                         |                                 |  |                        |                      |  |  |  |  |  |  |  |                        |
|                         |                                 |  |                        | Jana z Peñafielu     |  |  |  |  |  |  |  |                        |
|                         |                                 |  |                        |                      |  |  |  |  |  |  |  |                        |
|                         | Ferdinand I. Aragonský          |  |                        |                      |  |  |  |  |  |  |  |                        |
|                         |                                 |  |                        |                      |  |  |  |  |  |  |  |                        |
|                         |                                 |  |                        | Petr IV. Aragonský   |  |  |  |  |  |  |  |                        |
|                         |                                 |  |                        |                      |  |  |  |  |  |  |  |                        |
|                         | Eleonora Aragonská              |  |                        |                      |  |  |  |  |  |  |  |                        |
|                         |                                 |  |                        |                      |  |  |  |  |  |  |  |                        |
|                         |                                 |  |                        | Eleonora Sicilská    |  |  |  |  |  |  |  |                        |
|                         |                                 |  |                        |                      |  |  |  |  |  |  |  |                        |
|                         | Eleonora Aragonská              |  |                        |                      |  |  |  |  |  |  |  |                        |
|                         |                                 |  |                        |                      |  |  |  |  |  |  |  |                        |
|                         |                                 |  |                        | Alfons XI. Kastilský |  |  |  |  |  |  |  |                        |
|                         |                                 |  |                        |                      |  |  |  |  |  |  |  |                        |
|                         | Sancho Kastilský z Alburquerque |  |                        |                      |  |  |  |  |  |  |  |                        |
|                         |                                 |  |                        |                      |  |  |  |  |  |  |  |                        |
|                         |                                 |  |                        | Eleonora z Guzmánu   |  |  |  |  |  |  |  |                        |
|                         |                                 |  |                        |                      |  |  |  |  |  |  |  |                        |
|                         | Eleonora z Alburquerque         |  |                        |                      |  |  |  |  |  |  |  |                        |
|                         |                                 |  |                        |                      |  |  |  |  |  |  |  |                        |
|                         |                                 |  |                        | Petr I. Portugalský  |  |  |  |  |  |  |  |                        |
|                         |                                 |  |                        |                      |  |  |  |  |  |  |  |                        |
|                         | Beatrix Portugalská             |  |                        |                      |  |  |  |  |  |  |  |                        |
|                         |                                 |  |                        |                      |  |  |  |  |  |  |  |                        |
|                         |                                 |  |                        | Inés de Castro       |  |  |  |  |  |  |  |                        |
|                         |                                 |  |                        |                      |  |  |  |  |  |  |  |                        |